# 雷德沃尔德

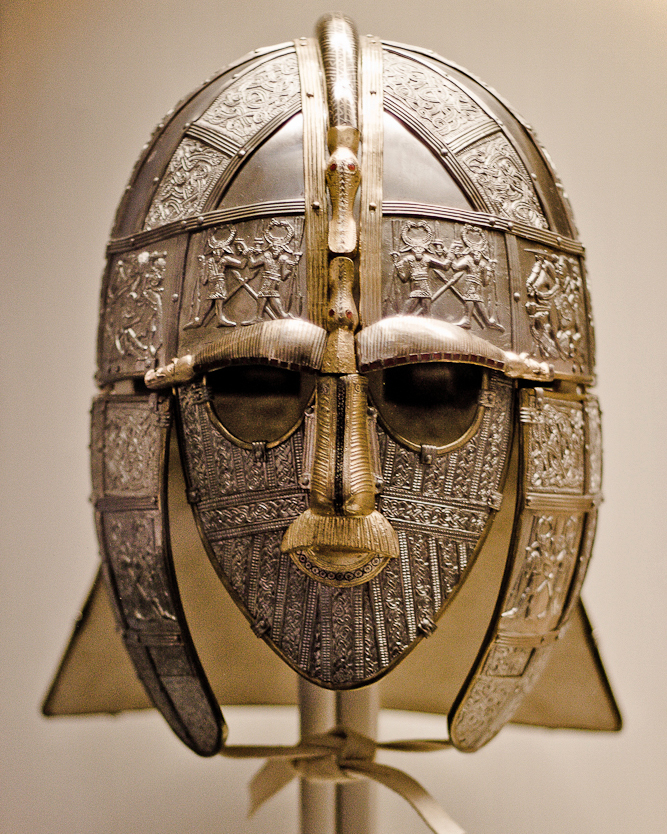
萨顿胡头盔的复制品，原件可能属于雷德沃尔德。

雷德沃尔德（直译 谋略中的力量；—约624年）是東盎格利亞王國的国王。他是东盎格利亚的提提拉的儿子，属于乌芬加斯王朝（得名于其祖父乌法），该王朝是东盎格利亚王国的首个王朝。关于雷德沃尔德的统治的记载极少，这主要是因为9世纪维京人的入侵摧毁了东盎格利亚的修道院，许多文件可能都保存在这些修道院中。雷德沃尔德的统治始于约599年，直至约624年去世。最初，奉肯特国王埃塞尔伯特为宗主。616年，他在艾德尔河战役中击败诺森布里亚国王埃塞尔弗里斯。在战斗中，埃塞尔弗里斯和雷德沃尔德的儿子拉根赫里双双战死。战后，雷德沃尔德将臣服于他的埃德温扶植为诺森布里亚的新国王。
大约从616年起，雷德沃尔德成为亨伯河口以南最有权势的英格兰国王。根据比德的记载，他是第4位对其他南方盎格鲁-撒克逊王国拥有霸权的统治者，《盎格鲁-撒克逊编年史》（在他去世几个世纪后写成）称他为“不列颠统治者”。他是首位皈依基督教的东盎格利亚国王，约605年在肯特国王埃塞尔伯特的宫廷皈依，但他也保留了一个异教神庙。在埃塞克斯和肯特等盎格鲁-撒克逊王国背教时，他为基督教在东盎格利亚的生存提供支持。历史学家普遍认为他是萨顿胡船葬的最有可能的墓主，尽管也有其他假说。1998年，在萨顿胡遗址附近发现一个较小的船葬，据信其中埋葬的是他在616年战死的儿子拉根赫里。